# イエロー・サブマリン
『イエロー・サブマリン』（Yellow Submarine）は、イギリスにおいて1969年1月17日に発売されたビートルズの11作目のイギリス盤公式オリジナル・アルバムで、アニメ映画『イエロー・サブマリン』のサウンドトラック。
映画で使用された楽曲は、ユナイテッド・アーティスツとの「アニメ映画のサウンドトラックとして新曲を提供する」という契約上の義務から生まれた。しかし映画のために制作された楽曲はごく僅かで、ほとんどは本作以前にシングルで発売された楽曲や、アルバムのレコーディング・セッション時のアウトテイクだった。本作に収録された楽曲のレコーディングは、前作『ザ・ビートルズ (ホワイト・アルバム)』のレコーディング・セッションよりも前に行われていたが、発売されたのは『ホワイト・アルバム』の発売から2か月後だった。
1999年に映画で使用されたビートルズの楽曲のみを集め、リミックスを施したアルバム『イエロー・サブマリン 〜ソングトラック〜』が発売された。
本作はビートルズの活動中のスタジオ・アルバムでは唯一全英・全米ともに1位にならなかった作品である。全英アルバムチャートとキャッシュボックス誌では最高位第3位、1969年度年間ランキング第50位だった。それでもBillboard 200では最高位第2位、1969年度年間ランキングは第57位、100万枚以上のセールスを記録している。

## 背景・制作
アルバム『イエロー・サブマリン』は、ユナイテッド・アーティスツとの「アニメ映画のサウンドトラックとして新曲を提供する」という契約上の義務から生まれた。しかし、当初アニメ映画に対して意欲的でなかったメンバーは出来の悪い楽曲を『イエロー・サブマリン』に提供する意向を持っていた。その後映画の試作を見て考えを改めたが十分な楽曲を制作できなかったため、A面にビートルズの楽曲6曲、B面にジョージ・マーティンが作曲した映画のサウンドトラック7曲という変則的な形式をとった。

### A面
※楽曲の詳細は各項目で説明されているため、ここでは簡潔に説明する。
A面にはビートルズの楽曲が収録された。6曲のうち4曲が新曲となっている。「イエロー・サブマリン」は1966年、「愛こそはすべて」は1967年にシングルとして既に発売されていた。
未発表曲のうち、「オンリー・ア・ノーザン・ソング」が1967年2月に録音された。ジョージ・ハリスンがアルバム『サージェント・ペパーズ・ロンリー・ハーツ・クラブ・バンド』のために制作したものの採用されなかった楽曲だった。楽曲は不協和音のようなトランペットが特徴となっており、歌詞はハリスンがビートルズの楽曲の出版元であるノーザン・ソングスと契約した作詞家でしかないという自身の立場を皮肉ったものである。
「オール・トゥゲザー・ナウ」は、1967年5月12日に映画のために1回のセッションで録音された楽曲。曲名はポール・マッカートニーが幼少期に聞いた言葉で、一緒に歌うことを促すものというもの。マッカートニーは同作について「使い捨て」と述べている。
1967年5月下旬にド・レイン・リー・ミュージック・スタジオで「イッツ・オール・トゥ・マッチ」が録音された。楽曲にはLSDの影響を受けており、当初は演奏時間が8分を超える楽曲だった。1967年のサマー・オブ・ラブにおける哲学を反映しており、ギターのフィードバック奏法が多用されている。
1968年2月11日にシングル曲である「レディ・マドンナ」のプロモーション・ビデオを撮影するという計画から発展し、ジョン・レノン作の「ヘイ・ブルドッグ」が録音された。この楽曲も「オール・トゥゲザー・ナウ」と同様に当初から映画のためにレコーディングされた楽曲である。

### B面
B面にはジョージ・マーティンによって作曲されたオーケストラの楽曲を、改めて録音したものが収録されている。録音は、1968年10月22日と10月23日にEMIレコーディング・スタジオにて、41人編成のオーケストラによって行なわれ、11月22日にLPの収録時間に最適となるように編集が加えられた。
収録曲は、ビートルズ中期のジョージ・ハリスンの作品を思わせるインド音楽調の「シー・オブ・タイム」、タイトル・トラックのリプライズ「イエロー・サブマリン・イン・ペパーランド」など、ビートルズの過去の作品を参考にしたオーケストラ・アレンジが取り入れられている。また、「シー・オブ・モンスターズ」では、ヨハン・ゼバスティアン・バッハ作曲の「G線上のアリア」の冒頭が加えられているほか、イーゴリ・ストラヴィンスキーのパロディ的要素が含まれている。

## 発売
1968年7月に映画が全世界で公開された。それに合わせてサウンドトラック盤の発売が計画されたものの、ビートルズはアルバム『ザ・ビートルズ』の録音作業で多忙であり、本作は後回しにされていた。1968年9月に映画で使用された新曲のみで構成されたEPとして発売する案が上がるも、『ザ・ビートルズ』の発売が優先されたことから延期。その後1969年1月にLP盤として本作が発売されるや否や、ファンや批評家達から「LP1枚の価格で生粋な新曲が4曲のみ」と少なからず批判されたため、映画で使われた新曲4曲に当時未発表曲だった「アクロス・ザ・ユニバース」をボーナス・トラックとして加えたEPの発売が再計画される。内容はA面に「オンリー・ア・ノーザン・ソング」と「ヘイ・ブルドッグ」に「アクロス・ザ・ユニバース」の3曲、B面に「オール・トゥゲザー・ナウ」と「イッツ・オール・トゥ・マッチ」の2曲を収録したものだった。1969年3月には実際にモノのマスター・テープまで作成されたが、最終的にこのEPも発売されることはなかった。
当時の英国盤にはモノラル盤とステレオ盤の2種類（当時の英国盤レコード番号：Apple PMC7070（モノラル盤）/PCS7070（ステレオ盤））があり、モノラル盤が発売された最後の作品であるが、モノラル盤はステレオ・マスターをそのままモノラル化しただけのものである。なお、ステレオ盤に収録されている「オンリー・ア・ノーザン・ソング」はいわゆる疑似ステレオであり、正規ステレオ版は『イエロー・サブマリン 〜ソングトラック〜』で初めて収録されている。2009年9月9日に発売されたリマスター盤では、同曲のみ従来の疑似ステレオではなくモノラルで収録されている。
これまで未CD化だった新曲4曲のうち「オンリー・ア・ノーザン・ソング」以外の3曲のモノラル・ヴァージョンは、2009年9月9日に発売されたモノラル・ボックスの1枚『モノ・マスターズ』にて初CD化された。
アメリカで発売されたカセットテープ及び8トラックテープ（Capitol 8XW-153）のみ、映画中で使われた「ルーシー・イン・ザ・スカイ・ウィズ・ダイアモンズ」も収録されている。

### アートワーク
アートワークは、映画のアート・ディレクターであるハインツ・エーデルマンが手がけたポスターのイラストが流用された。なお、イギリス盤のジャケットにのみ、アルバム名の下に"NOTHING IS REAL"（「ストロベリー・フィールズ・フォーエバー」からの引用）と記されている。
バック・カバーは大幅に異なり、イギリス盤は、トニー・パーマーによるアルバム『ザ・ビートルズ』のレビューが、デレク・テイラーによる序文が加えられた形で掲載されていて、アメリカ盤では、ダン・デイヴィスによる映画の内容を基にした伝記が掲載された。

### 再発売
1987年8月にCD化された。イギリスで発売されたLP盤に準拠し、「シー・オブ・タイム」と「シー・オブ・ホールズ」が別々のトラックで収録され、「Nothing Is Real」というサブタイトルも表記された。なお、パルマーによる『ホワイト・アルバム』のレビューは、CDのインサート部分に掲載された。このCD盤は、全英アルバムチャートで最高位60位を獲得。
1999年に映画『イエロー・サブマリン』のDVDがサウンドの5.1ch化および楽曲等のリミックスや画質の補正が施されて発売されたことに合わせ、9月13日に映画で使用されたビートルズの曲だけを収録し、リミックスを施したアルバム『イエロー・サブマリン 〜ソングトラック〜』が発売された。
2009年9月9日にアメリカ編集盤『マジカル・ミステリー・ツアー』を含む他のオリジナル・アルバムと共にリマスタリングが施されたCDが発売された。『ホワイト・アルバム』以前のアルバムは、ステレオとモノラルの両方が発売されたのに対し、本作はステレオ盤のみとなった。なお、本作に収録の新曲4曲と「アクロス・ザ・ユニバース」のモノラル・ミックスは、『ザ・ビートルズ MONO BOX』に収録された『モノ・マスターズ』で初収録となった。

## 収録曲
- 邦題の表記は、日本公式サイトに準拠[32]。
- A面収録曲は特記を除き、作詞作曲はレノン＝マッカートニーによるもの。B面収録曲は特記を除き、作曲はジョージ・マーティンによるもの。

| #         | タイトル                                                                     | 作詞・作曲         | リード・ボーカル                               | 時間  |
| --------- | ---------------------------------------------------------------------------- | ------------------ | ---------------------------------------------- | ----- |
| 1.        | 「イエロー・サブマリン」(Yellow Submarine)                                   |                    | リンゴ・スター                                 | 2:39  |
| 2.        | 「オンリー・ア・ノーザン・ソング」(Only A Northern Song)                     | ジョージ・ハリスン | ジョージ・ハリスン                             | 3:24  |
| 3.        | 「オール・トゥゲザー・ナウ」(All Together Now)                               |                    | ポール・マッカートニー ジョン・レノン （一部） | 2:11  |
| 4.        | 「ヘイ・ブルドッグ」(Hey Bulldog)                                            |                    | ジョン・レノン                                 | 3:11  |
| 5.        | 「イッツ・オール・トゥ・マッチ」(It's All Too Much)                          | ジョージ・ハリスン | ジョージ・ハリスン                             | 6:25  |
| 6.        | 「愛こそはすべて（オール・ユー・ニード・イズ・ラヴ）」(All You Need Is Love) |                    | ジョン・レノン                                 | 3:51  |
| 合計時間: | 合計時間:                                                                    | 合計時間:          | 合計時間:                                      | 21:41 |

| #         | タイトル                                                                     | 作詞      | 作曲                                                 | 時間 |
| --------- | ---------------------------------------------------------------------------- | --------- | ---------------------------------------------------- | ---- |
| 1.        | 「ペパーランド」(Pepperland)                                                 |           |                                                      | 2:21 |
| 2.        | 「シー・オブ・タイム」(Sea Of Time)                                          |           |                                                      | 3:00 |
| 3.        | 「シー・オブ・ホールズ」(Sea Of Holes)                                       |           |                                                      | 2:17 |
| 4.        | 「シー・オブ・モンスターズ」(Sea Of Monsters)                                |           |                                                      | 3:37 |
| 5.        | 「マーチ・オブ・ミーニーズ」(March Of The Meanies)                           |           |                                                      | 2:22 |
| 6.        | 「ペパーランド・レイド・ウエイスト」(Pepperland Laid Waste)                  |           |                                                      | 1:17 |
| 7.        | 「イエロー・サブマリン・イン・ペパーランド」(Yellow Submarine In Pepperland) |           | レノン＝マッカートニー（編曲：ジョージ・マーティン） | 2:13 |
| 合計時間: | 合計時間:                                                                    | 合計時間: | 17:07                                                |      |

## クレジット
- ジョン・レノン - リード・ボーカル、バッキング・ボーカル、リズムギター、リードギター、ピアノ、ハープシコード、グロッケンシュピール、ウクレレ、ハーモニカ、バンジョー、ハンドクラップ（英語版）
- ポール・マッカートニー - リード・ボーカル、バッキング・ボーカル、ベースギター、アコースティック・ギター、ダブルベース、トランペット、ハンドクラップ、パーカッション
- ジョージ・ハリスン - リード・ボーカル、バッキング・ボーカル、リードギター、アコースティック・ギター、ハモンドオルガン、パーカッション、ハンドクラップ、ヴァイオリン
- リンゴ・スター - ドラム、パーカッション、バッキング・ボーカル、リード・ボーカル（A-1）
- ジョージ・マーティン - ピアノ（A-6）、オーケストラ編曲

## チャート成績
| チャート (1969年)                   | 最高位 |
| ----------------------------------- | ------ |
| オーストラリア (Kent Music Report)  | 4      |
| カナダ (RPM Top LPs)                | 1      |
| ノルウェー (VG-lista)               | 1      |
| UK アルバムズ (OCC)                 | 3      |
| US Billboard Top LPs                | 2      |
| 西ドイツ (Musikmarkt LP Hit-Parade) | 5      |

| チャート (1987年)     | 最高位 |
| --------------------- | ------ |
| 日本 (オリコン)       | 11     |
| オランダ (MegaCharts) | 54     |
| UK アルバムズ (OCC)   | 60     |

| チャート（1998年）                   | 最高位 |
| ------------------------------------ | ------ |
| ニュージーランド (Recorded Music NZ) | 37     |

| チャート (2009年)                | 最高位 |
| -------------------------------- | ------ |
| ベルギー (Ultratop Wallonia)     | 91     |
| イタリア (FIMI)                  | 50     |
| 日本 (オリコン)                  | 60     |
| ポルトガル (AFP)                 | 21     |
| スペイン (PROMUSICAE)            | 97     |
| スウェーデン (Sverigetopplistan) | 52     |

## 認定
| 国/地域                    | 認定     | 認定/売上数 |
| -------------------------- | -------- | ----------- |
| アルゼンチン (CAPIF)       | Platinum | 60,000^     |
| カナダ (Music Canada)      | Gold     | 50,000^     |
| イギリス (BPI)             | Gold     | 100,000^    |
| アメリカ合衆国 (RIAA)      | Platinum | 1,000,000^  |
| ^ 認定のみに基づく出荷枚数 |          |             |

 英国レコード産業協会の認定は1994年の売り上げによるもの。